# 中の島通
中の島通（なかのしまどおり）は、北海道札幌市豊平区から同市南区に至る札幌圏都市計画道路である。

## 概要
- 起点：北海道札幌市豊平区豊平6条3丁目（南7条米里通交点）
- 終点：南区真駒内本町5丁目（真駒内通交点）
- 延長：5.44km
- 豊平区平岸1条20丁目から終点まで国道453号の一部に指定されている。

## 地理
起点から南西に向かい、豊平区水車町を北から南に通りぬける。中の島通は水車町の元々の区画に対して角度があるため、斜めに交差する道路や、通りに対して斜めに建つ建物がある。札幌市営地下鉄南北線 中の島駅前を通り、中の島の中央部を北から南へ通りぬける。陸橋の中の島橋で豊平川の河岸段丘上に登り、国道453号に合流し、陸上自衛隊真駒内駐屯地を左手に見ながら、緩やかな下り坂で真駒内本町に至り終点となる。

## 主な接続道路
- 南7条米里通
- 菊水旭山公園通
- 米里行啓通
- 白石中の島通
- 環状通（北海道道89号札幌環状線）
- 白石藻岩通（北海道道453号西野白石線）
- 国道453号（合流）
- 福住桑園通

## 周辺
- 札幌市立旭小学校
- 学校法人北海学園
- 寒地土木研究所
- 札幌市立中の島小学校
- 札幌市営地下鉄南北線 中の島駅
- 札幌市立中の島中学校
- 学校法人北海道科学大学
- 札幌市立平岸中学校
- 陸上自衛隊真駒内駐屯地